# 羅勒
羅勒（俗名金不換、九層塔（台灣）、魚生菜（香港及潮汕）、香花子（皖北），蘭香（華北）、西王母菜）是一種可食用香草的統稱。其大多數為一年生植物，少部分為多年生植物，其下包括許多栽培品種，其中於遠東較為常見之品種為Thai basil(直譯為泰國羅勒，Thai basil這個俗稱由來只是因為西方人大多是在泰國認識這個香料，並不是指Thai basil原產於泰國，其中紅色莖的Thai basil，台灣稱紅骨九層塔，綠色莖的Thai basil則為白骨九層塔，兩者是屬於同一個品種的不同變種，泰國本土常見紅莖，台灣本土常見青莖，但台灣紅莖青莖都有人使用），多用於亞洲菜（如泰國菜、臺灣菜），風味較為濃烈；於西方地中海沿岸一帶較為常見之品種即為甜羅勒，其香味相對較淡，亦較少青澀味，多用於西餐（如意大利菜之青醬）。
5000年前，印度人就开始培育罗勒。罗勒现在是意大利料理和南亚料理的重要原料。叶子有种强烈的类似茴香的气味，可以给菜增香，如在三杯鸡或越南粉做好后撒上罗勒叶，或烤、炸时也可加入罗勒叶。

## 名稱由來

### 中文
羅勒一詞源自梵語 karālaka（करालक）。根據《齊民要術》的說法，北方人稱它作兰香，是爲了避石勒的名諱。羅勒的种子称为羅勒子，也有些地区将之称作兰香子、明列子。
九層塔這名稱的由來，主要因它的花序重重疊疊如塔狀的外觀而得名。「九」是形容很多的意思。另一解釋是因為九層塔開花時，花會以三個花頭長在莖上為一層，約共長出九層，所以稱作九層塔。

### 西方
英语称羅勒为basil，亦稱甜羅勒（sweet basil）。「basil」來自希臘語的，意指「國王」，據信是在君士坦丁大帝和圣海伦纳發現神聖的十字架地點之上方長出的。牛津英語字典引述，推測羅勒可能被放于一些王室的藥膏中、用作沐浴或者作為藥材來使用。很多烹調食譜作者仍然認為羅勒是「藥草的國王」。其拉丁语名稱因巧合和巴西利斯克類似，而被認為可以解其毒性。。

## 形态
是一種矮小、幼嫰的脣形科香草植物。它的高度在20－60公分之間。茎方形，多分枝，常带紫色；葉子卵形或卵狀披針形，對生，背面有腺點，淡綠色和長有細毛，約1.5公分長和1－3公分寬。它帶有的強大、刺激、香的氣味，味道像茴香。根部為軸根。

## 分布
原生於亞洲熱帶區和非洲，中国中、南和东南部有栽培。羅勒對寒冷非常敏感，在熱和乾燥的環境下生長得最好。

## 習性

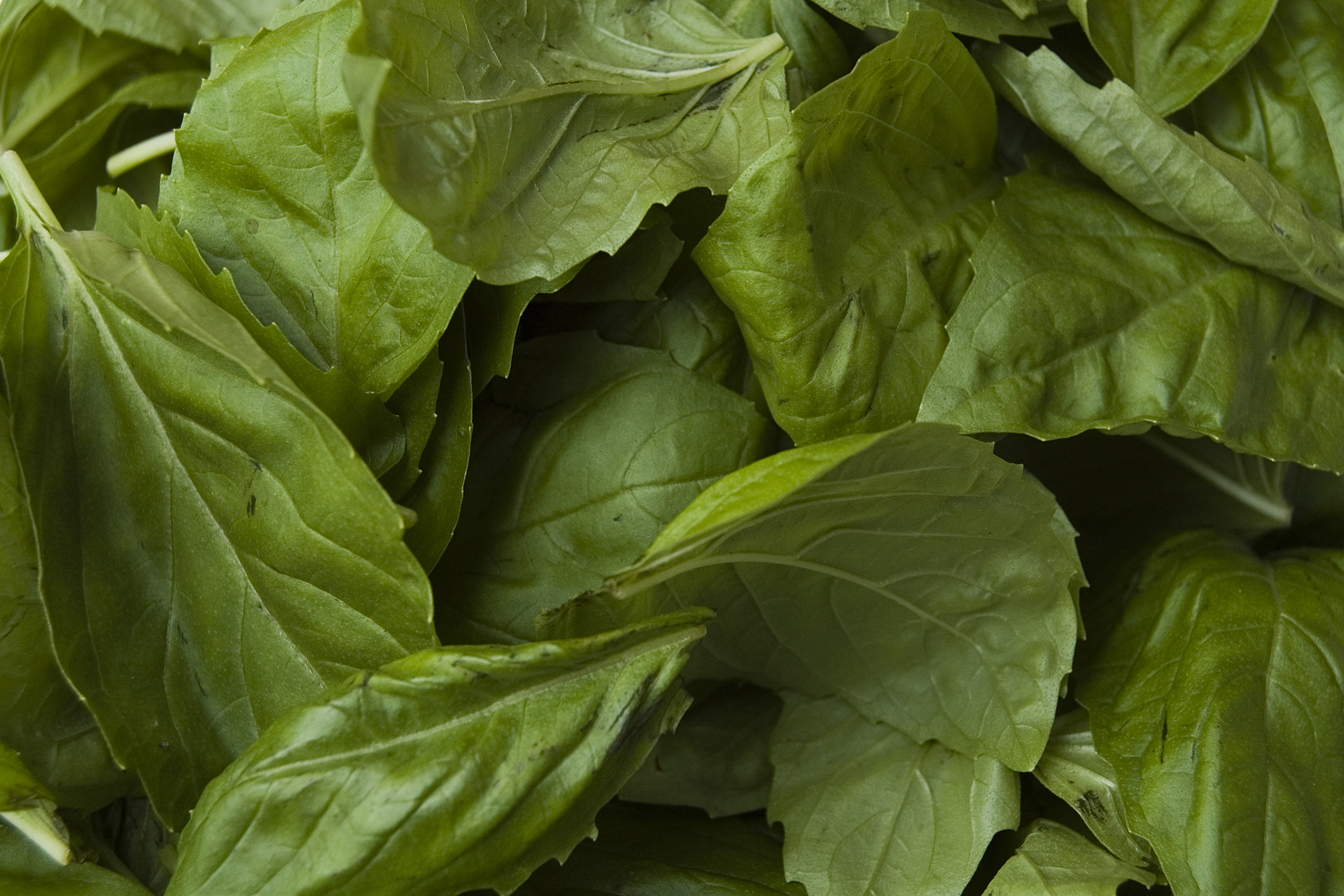
新鮮的羅勒葉

羅勒最佳的育苗期為每年的三月至八月，完全成長的羅勒株高約五十厘米至八十厘米。开白色小花，當花凋謝后，花莖會逐渐發黃變乾，這時才能采收種子，種子外表有點像黑芝麻，但比芝麻還要細小六七成左右。播种时需要注意，其种子不耐摔，如果从较高处直接抛洒到土壤上，容易造成不发芽。

## 品種
羅勒一般有甜羅勒、檸檬羅勒、紫葉羅勒、肉桂羅勒及非洲藍羅勒。
在亞洲很多地區種植另外幾個羅勒品種。這包括一些同屬不同種的植物。大多數亞洲羅勒（Basil，在中國亦稱斜刃面）有一種像丁香一樣的氣味，普遍比地中海一帶的羅勒強。在中國（港澳）、臺灣等地栽培的品種被稱為九層塔，而在台灣被稱為九層塔的有兩個普遍使用品種，一般俗稱為紅骨與白骨九層塔，七層塔則指丁香羅勒，台灣羅勒則是指小冠薰。外來的品種在中國大陸被稱為羅勒（luólè）。在義大利與歐美一般使用的種類多指甜羅勒（Sweet Basil）。
羅勒在泰國烹飪也受歡迎，使用兩個不同的泰國當地物種：一種是在西方稱為泰國羅勒（Ocimum basilicum var. thyrsiflora），台灣稱之「紅骨九層塔」，另一種是聖羅勒（"Ocimum tenuiflorum"）。
“檸檬羅勒”因為含有化學成分檸檬酸而有著不同於其他品種的強烈檸檬氣味和味道，廣泛用於印尼地區。"Kemangi"是用新鮮檸檬羅勒和生的洋白菜、青菜豆和黃瓜作成的涼拌菜，經常和炸魚或鴨子一同食用。壓碎的檸檬羅勒花是一種辛香沙拉調味品。
最通常使用的地中海九層塔品種是吉諾維斯、Purple Ruffles、Mammoth、肉桂羅勒、檸檬羅勒、Globe和非洲藍。

## 化學成分
不同的羅勒有不同的氣味，因為草本植物的香精油有不同的數量，因而不同的種類出來的香精油比例不同。羅勒的主要活性成分有，芳樟醇、單寧、糖苷、皂素、早蒿腦、糖荃酸、甲基丁香油酚。羅勒強烈的丁香氣味來自丁香油酚，像丁香的化學成分一樣。
羅勒像其他香料植物如茴香、月桂和八角等一樣都包含草蒿脑，但含量極小。草蒿脑曾在1981年JECFA組織的報告中，在鼠類實驗中被懷疑具有致癌性，但經過長時間的實驗和調查后，發現該物質并未對人體有任何不良影響，也並無食用該物質而產生不良反應及發病的病例，所以，目前沒有任何國家或條例中規定限制或禁止在食物中添加含有該物質的產品。羅勒作為一種已知的安全的食物原料被廣泛應用于香料、飲品、食物中。

## 療效

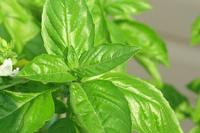
香花子

羅勒也可以作為中藥使用，常用以治療跌打損傷和蛇蟲咬傷。在安徽北部地区，罗勒主要用作驱蚊止痒的香草，而不作为烹饪材料。另外，九層塔的藥用的特性及運用也被收錄在印度傳統藥用系統印度草藥治療法裡。
最近，科學家對於羅勒對健康的益處展開了大量的研究。科學研究已經證實，羅勒具有強大的抗氧化、防癌、抗病毒和抗微生物性能。此外，羅勒在幼鼠實驗中已經被證實有減少血小板聚集和實驗性血栓的發病幾率。在印度，羅勒常被用於輔助治療哮喘病及糖尿病。在古醫藥學中，羅勒還可以被用於治療青春痘。
羅勒自古以來被用在治療呼吸道問題、消化及腎臟疾病、癲癇、有毒昆蟲或毒蛇咬傷、發燒、流行病和瘧疾。
香氣療效：有助於保持一個開放的心態，提高思想清晰。

## 烹飪
羅勒常見於西式食譜及泰國菜，臺灣菜中的三杯料理也用得上。
部分的中國菜把新鮮或者乾燥的九層塔用在湯和其他食品裡。广东潮汕地区，罗勒和辣椒是石螺及海鲜薄壳的必需伴炒作料。潮汕地区的“金不换”叶片枝桠稍小于台灣的“九层塔”，味道更浓。潮汕当地人多每家每户有栽种。一到石螺和薄壳应节上市，卖家必有配送金不换，而家中种有“金不换”者，则更喜新鲜摘取，好其新鲜清香。
在安徽北部地区香花子不作为烹饪原料，而只是作为驱虫止痒的香草来使用。
在台灣，人們把新鮮九層塔葉加到羹湯裡，或是用油炸九層塔葉作副料為鹽酥雞增香，或先少許油乾炒軟化後放數顆蛋打勻後再煎，也經常用來煮三杯菜餚。
在越南烹飪中使用的平葉的九層塔，有一種不太相同的味道，更適於搭配水果食用。
九層塔的黑色種子泡水後表面會產生膠質，也就是蘭香子或明列子，和山粉圓極為相像，但兩者不同。包括falooda或冰凍果子露等亞洲甜點或飲料使用"sabja"，"subja"，"takmaria"，"tukmaria"，或者"falooda"種子等多種九層塔種子為材料。
羅勒可製成香草油或香草醋，把羅勒晒乾或新鮮都可，放入橄欖油或意大利黑醋中，數天可用，最宜作沙拉、意粉、薄餅。而由於羅勒香味最能配合番茄及魚肉，所以這些材料在西餐中常與羅勒搭配使用。
地中海和中南半島菜廣也泛使用。在地中海食譜中經常把它與蕃茄一起使用。以羅勒作为主要成分之一的青醬（pesto）－來自熱那亞的綠色義大利油混合香草醬主要是用橄欖油、松子、蒜頭和羅勒混合而成。羅勒有時用於以草莓、覆盆子或者黑李子等為主的新鮮的水果製品和果醬裡。

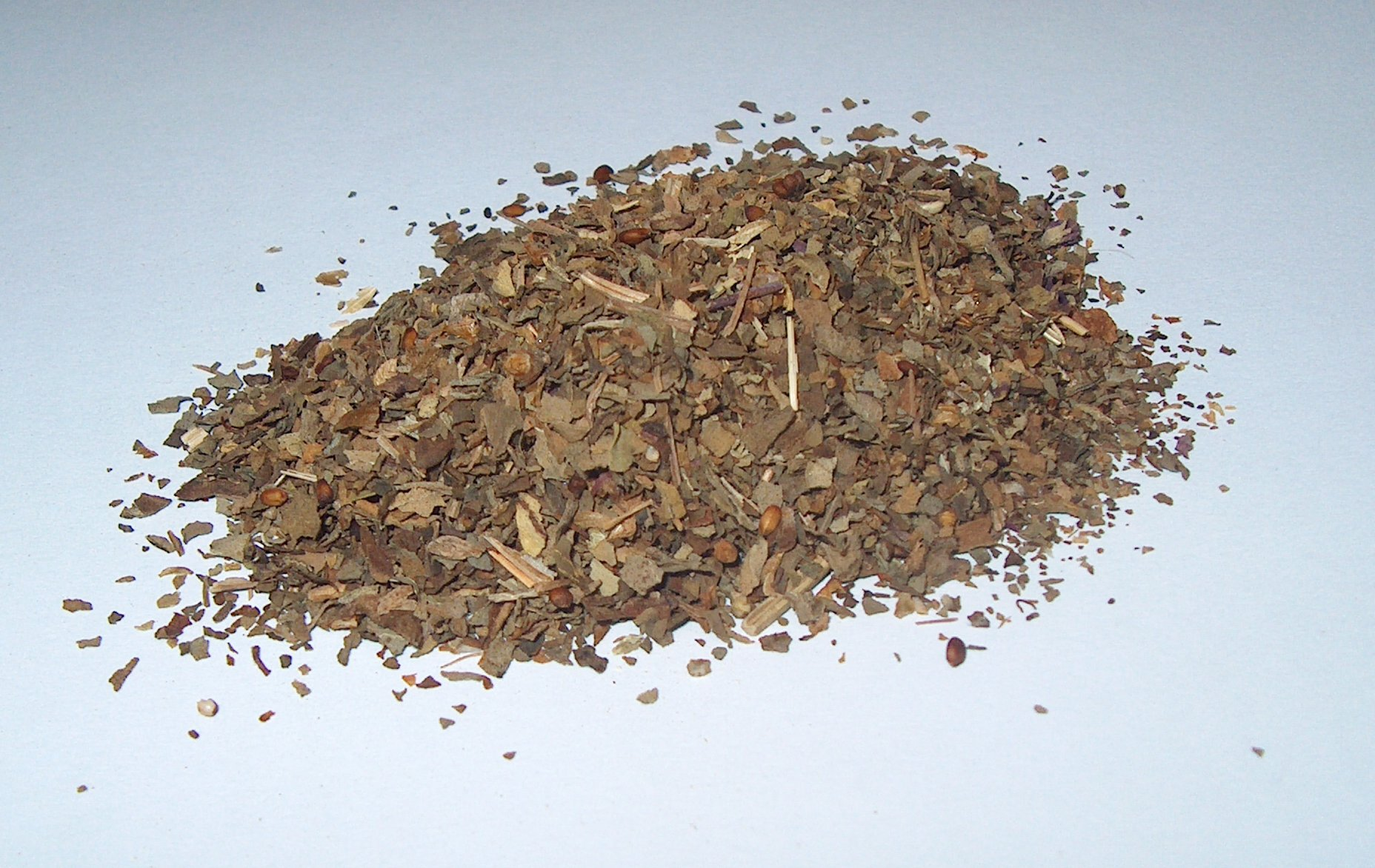
乾燥羅勒葉

乾燥羅勒葉的做法是把新鮮的葉子在沸水裡迅速變白之後，放在一個乾燥的罐子內，並且用橄欖油覆蓋。這樣做成的乾葉只能保留一小部分香味，帶有一點香豆素的味道，和乾草類似。因此一般使用大都建議使用新鮮的羅勒葉。
新鮮的香草植物裝在塑膠袋裡並放進冰箱可以保存一段時間。在冷藏庫裡可以放更久。因為羅勒的香味易在烹調時喪失，所以一般會在煮食的最後階段才加入。

## 繁殖方式

### 種子繁殖
種子最佳發芽溫度介於34.5–39.0°C之間，而基礎發芽溫度在 9.8–13.2°C 之間，在不同羅勒品種之間的最佳發芽溫度並無顯現出很顯著的差異。且在種植種子之前可預先處理，將種子用水浸泡12小時，此方法可有效提高羅勒種子發芽率及幼苗生長活力。

### 扦插繁殖
羅勒通常透過扦插進行繁殖，使用扦插繁殖的羅勒植株在收穫時間上比種子繁殖快速且收穫量高，其方法為選擇健康尚未木質化枝條約五到十公分(偏好選擇頂端莖段)且保留二到五片葉片，插入土內保持濕潤，等待長出根系後移置田區。

## 栽種條件
羅勒喜高光照環境，適合在全日照條件下進行生長，增加光照強度（光合光子通量密度，PPFD）可對於植株的鮮重、乾物質含量與高度有一定的提升。在土壤排水上喜排水良好之有機土壤，充分的氧氣供給對於羅勒植株生長有著一定重要性，若土壤排水不良會導致根部缺氧，進而影響整株植株生長與精油產量

### 引用
1. ↑  URI Landscape Horticulture Program 的存檔，存档日期2013-05-11.
2. ↑  Father Kino's Herbs: Growing & Using them Today, © 2011 Jacqueline A. Soule, Ph. D., Tierra del Sol Institute Press, Tucson, AZ.
3. ↑  闵宗殿. . 中国科技术语. 2009, (3).
4. ↑  宮野弘斯.  (M). 晨星出版. 2003-07-30. ISBN 978-957-455-437-9.
5. ↑  Lange, Diana D.; Cameron, Arthur C. . HortScience. 1994-02, 29 (2)  [2025-05-17]. ISSN 0018-5345. doi:10.21273/hortsci.29.2.102.
6. ↑  D, Navitha; S, Keerthanapriya; B, Venudevan; R, Geetha; M, Arumugam Pillai. . Journal of Pharmacognosy and Phytochemistry. 2019, 8 (6)  [2025-05-17]. ISSN 2278-4136 （英语）.
7. 1 2  Haijie, D.; Mengmeng, G.; Genhua, N. . Acta Horticulturae. 2018-09, (1212)  [2025-05-17]. ISSN 0567-7572. doi:10.17660/actahortic.2018.1212.70.
8. ↑  Larsen, Dorthe H.; Woltering, Ernst J.; Nicole, Celine C. S.; Marcelis, Leo F. M. . Frontiers in Plant Science. 2020-12-04, 11  [2025-05-17]. ISSN 1664-462X. doi:10.3389/fpls.2020.597906 （English）.
9. ↑  Khater, El-Sayed; Bahnasawy, Adel; Abass, Wael; Morsy, Osama; El-Ghobashy, Hossam; Shaban, Yousry; Egela, Mohsen. . Scientific Reports. 2021-06-17, 11 (1)  [2025-05-17]. ISSN 2045-2322. PMC 8211801 . PMID 34140544. doi:10.1038/s41598-021-91986-7.

## 延伸阅读
[在维基数据编辑]
 《欽定古今圖書集成·博物彙編·草木典·羅勒部》，出自陈梦雷《古今圖書集成》

## 外部連結
- Gernot Katzer's Spice Pages （页面存档备份，存于） explain the culinary use of basil in European and Asian cooking; further web links.
- Position Paper on the use of HMP containing estragole evaluates cancer risk on human.
- 羅勒 Luole （页面存档备份，存于） 藥用植物圖像資料庫 (香港浸會大學中醫藥學院) （繁體中文）（英文）